# Terrasshuset, Gröndal

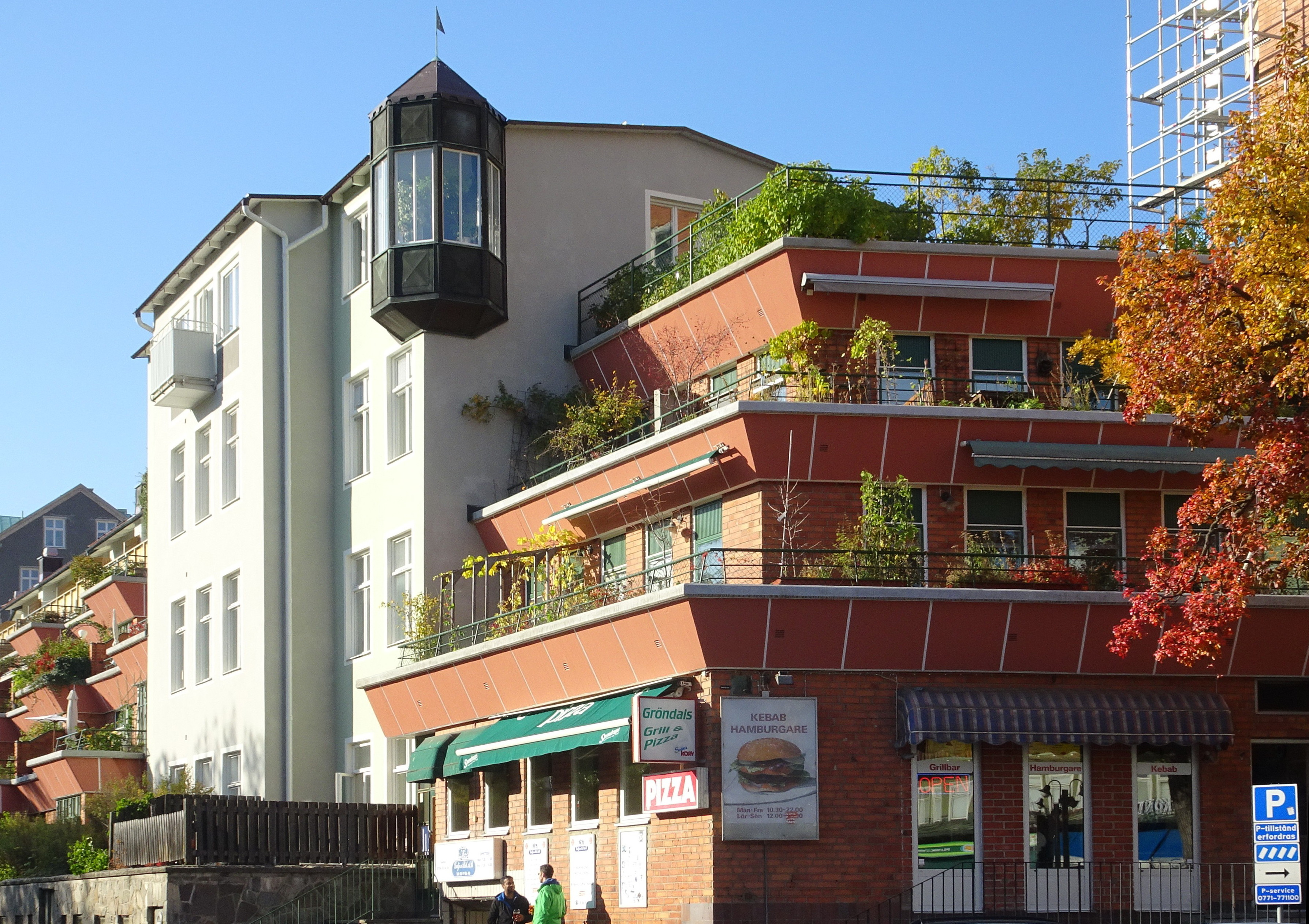
Terrasshusen i Gröndal, 2018.

Terrasshuset  i Gröndal är ett bostadshus i kvarteret Galjonsbilden vid Gröndalsvägen 48–56 i stadsdelen Gröndal i Stockholm. Byggnaden uppfördes som terrasshus mellan 1949 och 1951 av byggmästaren Olle Engkvist efter ritningar av arkitektduon Sven Backström och Leif Reinius (se även Backström & Reinius Arkitekter AB). Terrasshuset i Gröndal var det första i sitt slag som uppfördes i Sverige. Fastigheten är blåmärkt av Stadsmuseet i Stockholm, vilket innebär att den bedöms ha "synnerligen höga kulturhistoriska värden".

## Historik
På 1940-talet köpte storbyggmästaren Olle Engkvist mark i norra Gröndal och gav arkitektfirman Backström & Reinius uppdraget att rita stjärnhusen vid Sjöbjörnsvägen. Nästa projekt blev de lika berömda terrasshusen och punkthuset (Galjonshuset) mot Gröndalsvägen. Syftet var att uppföra attraktiva bostäder på en brant sydvästsluttning.

## Arkitektur

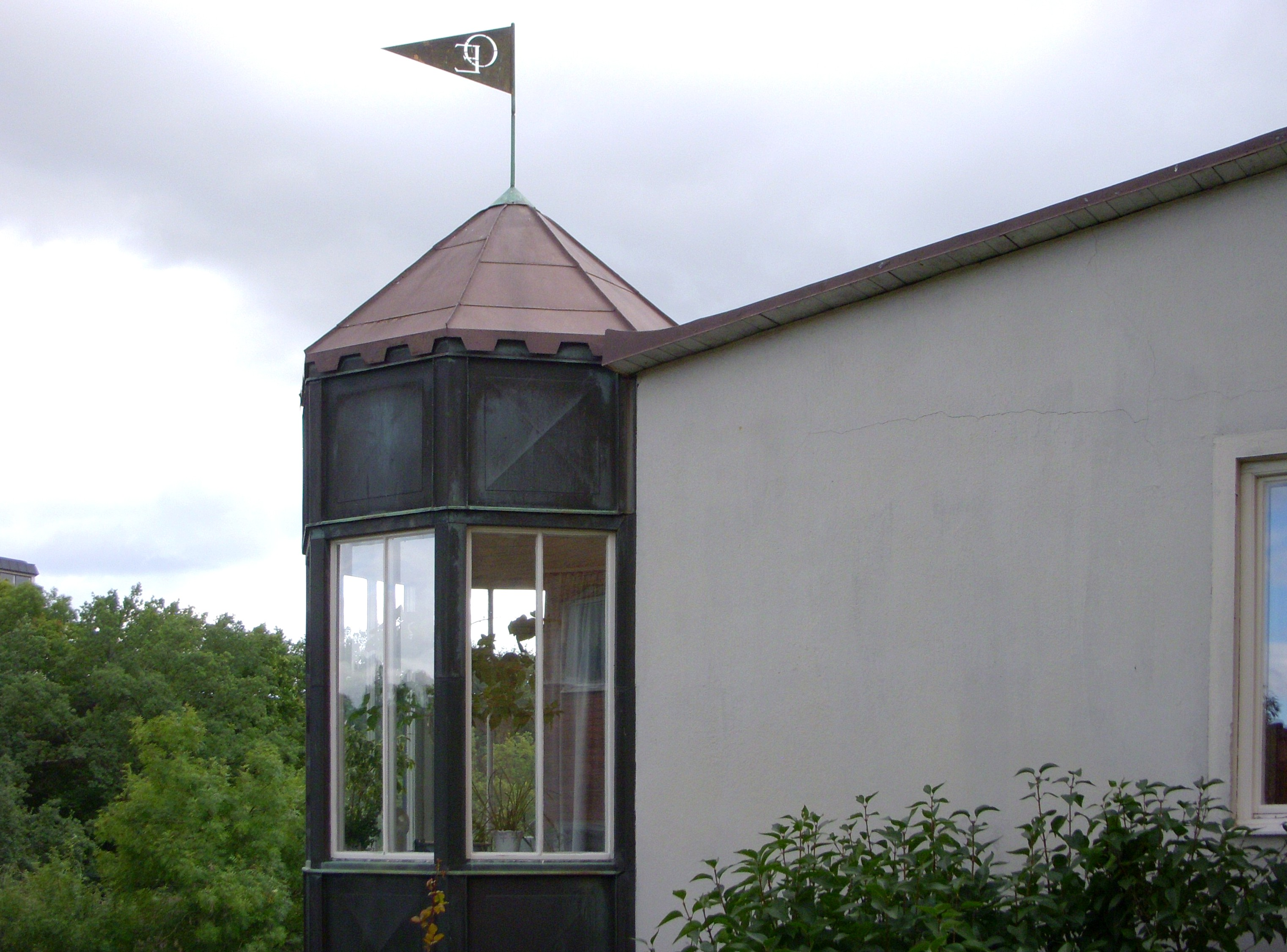
Burspråkets vindflöjel med initialer "OE"

Fastigheten Galjonsbilden består av flera olika huskroppar: Galjonshuset, ett äldre hus från sekelskiftet, ett fyravåningshus och själva terrassbyggnaden med radhusen högst upp. 
Terrassbyggnaden trappas upp i fyra "trappsteg" och  avslutas med radhus högst upp. Tre av terrasserna skjuter ut i en 45 graders vinkel och bildar en sorts planteringslåda i betong. Fasaderna består av rött tegel och betongytorna är rödmålade. Radhusen på taket har putsade, grönfärgade fasader. Nackdelen med terrasshusens lägenheter är att bara sidan mot terrassen får dagsljus, sidan mot terrängen förblir mörk. I Gröndals anläggning finns lägenheter med ett, två, tre och fyra rum och kök. De största lägenheterna ligger mot gaveln och har fönster på två sidor. Alla lägenheter har en liten terrass med inbyggd planteringslåda.
Hela anläggningen står på en hög sockel av natursten och avslutas mot öst genom ett vitputsat fyravåningshus som fanns kvar av den äldre bebyggelsen. Formgivningen av denna byggnadsdel har förändrats vid senare tillfälle, bland annat sänktes taket och enda utsmyckningen är ett burspråk högst upp på husets hörn, där förut ett torn fanns. På toppen finns en vindflöjel med Olle Engkvists initialer "OE". Som ett högt utropstecken reser sig "Galjonshuset", ett punkthus med elva våningar och centrumlokaler i undervåningen. Även punkthuset hade gestaltats av Backström & Reinius.
Sättet att skapa ljusa och välplanerade lägenheter och en väl tillvaratagen utemiljö uppmärksammades i internationell arkitekturpress. Arkitekternas intressanta och nydanade arkitektur, speciellt stjärnhusen, började snart imiteras i Europa. På hemmaplan blev Backström & Reinius dock kritiserade av de renläriga funktionalisterna.
Gröndals stjärn- och terrasshus är numera q-märkta på stadsplanen och även inringade av en blå rand på planen, vilket innebär att området är av riksintresse för kulturmiljövården.

## Upplåtelseform
Lägenheterna i kvarteret Galjonsbilden uppläts till en början som hyresrätter. År 2004 bildades bostadsrättsföreningen Galjonsbilden och 2005 övertogs fastigheterna Galjonsbilden 22 och Galjonsbilden 32 från Stiftelsen Olle Engkvist. Föreningen äger och upplåter totalt 102 bostadslägenheter varav 95 bostadsrätter och 7 hyresrätter samt 4 lokaler, här ingår även Galjonshuset och ett äldre bostadshus från sekelskiftet 1900.

## Bilder

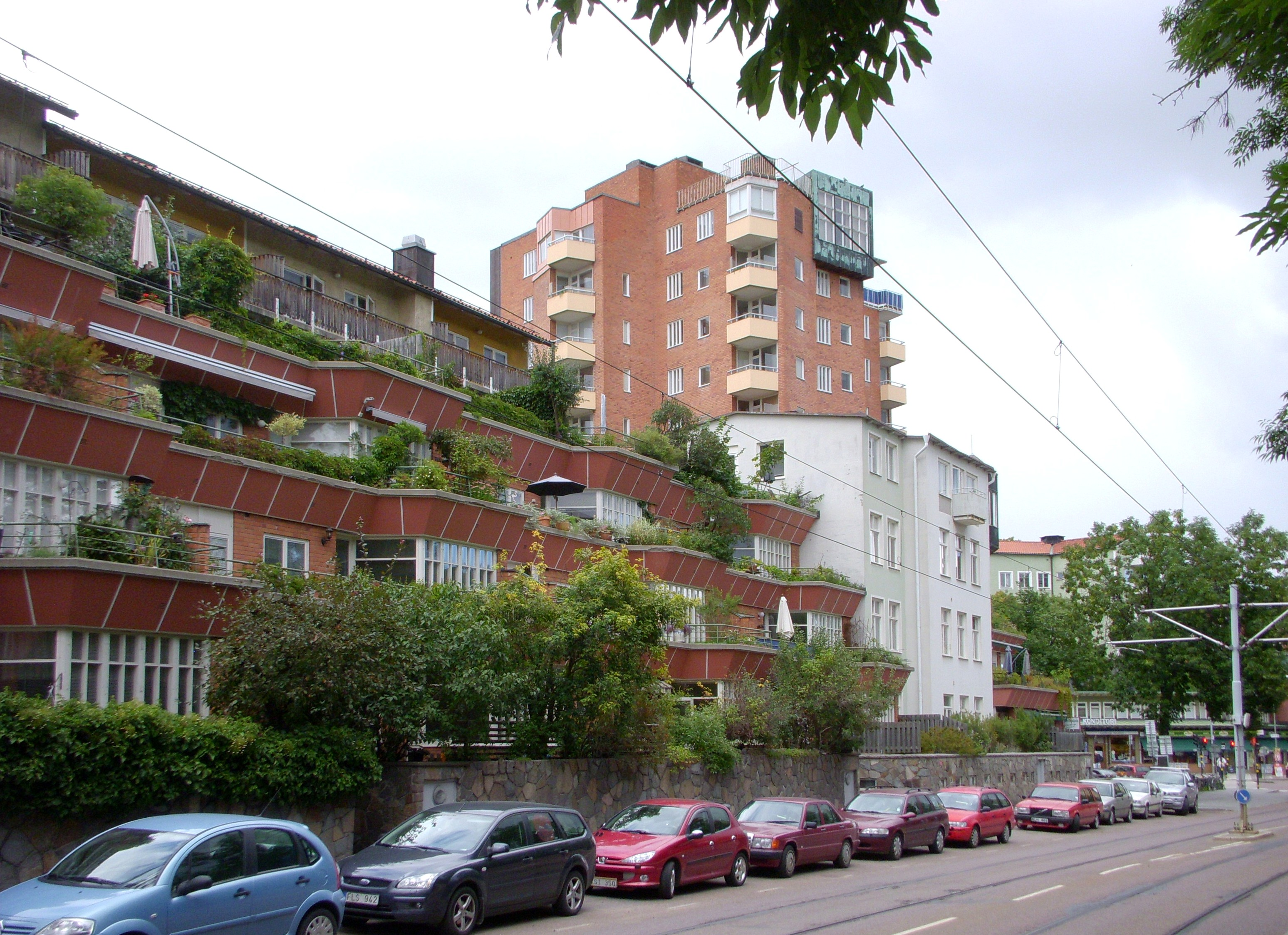
Vy mot öst med Galjonshuset i bakgrunden
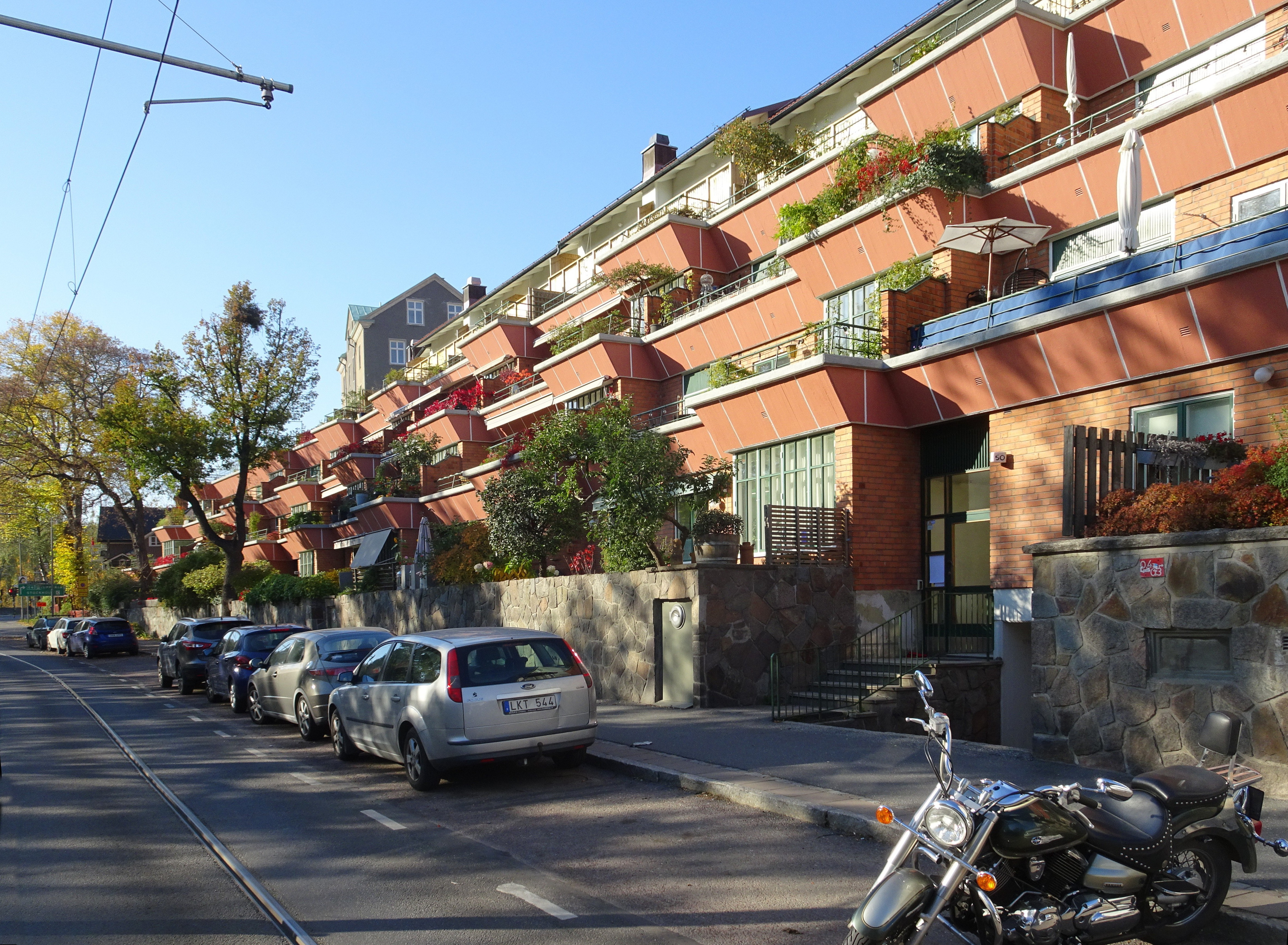
Terrasshuset mot väst
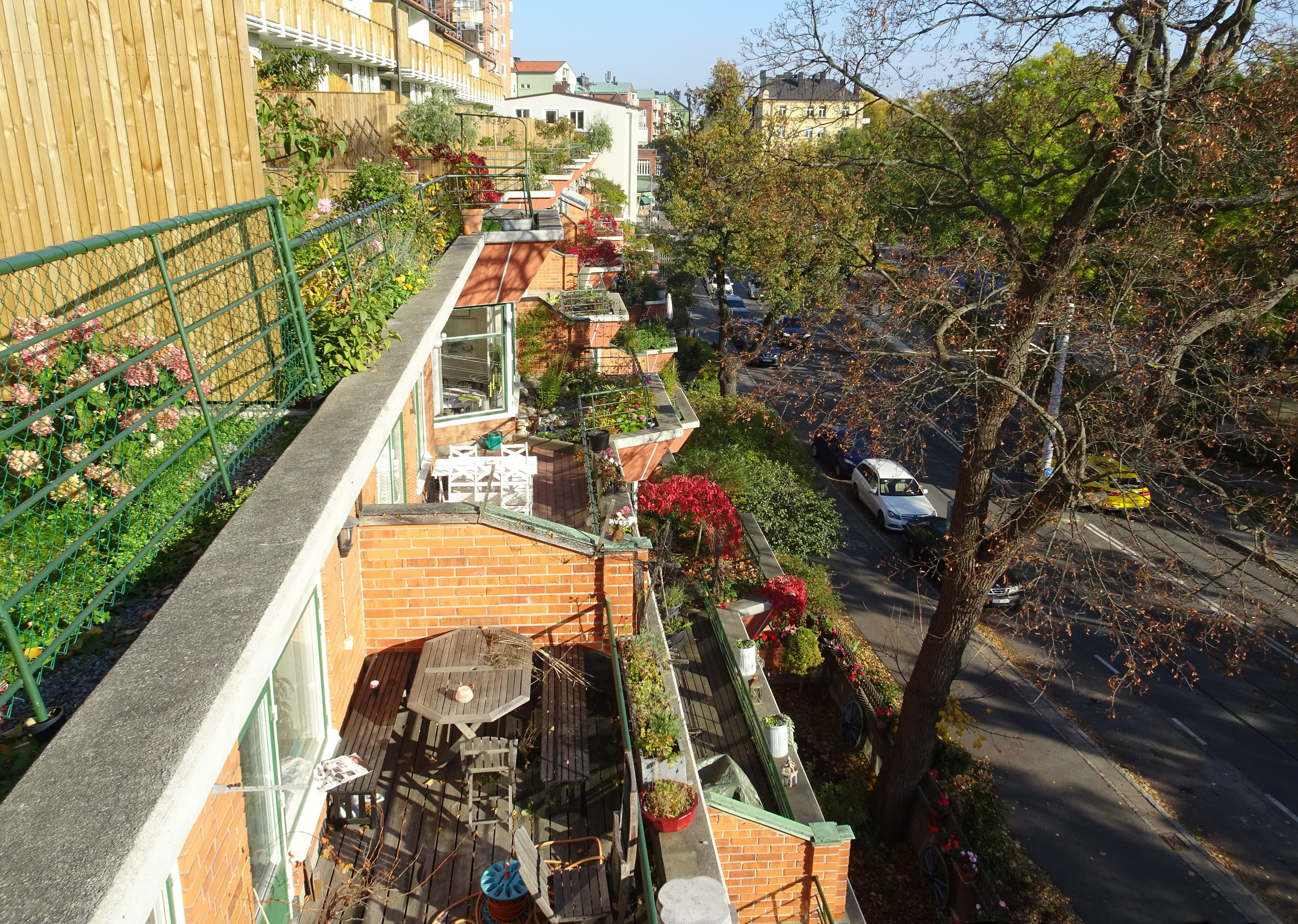
Terrasserna.
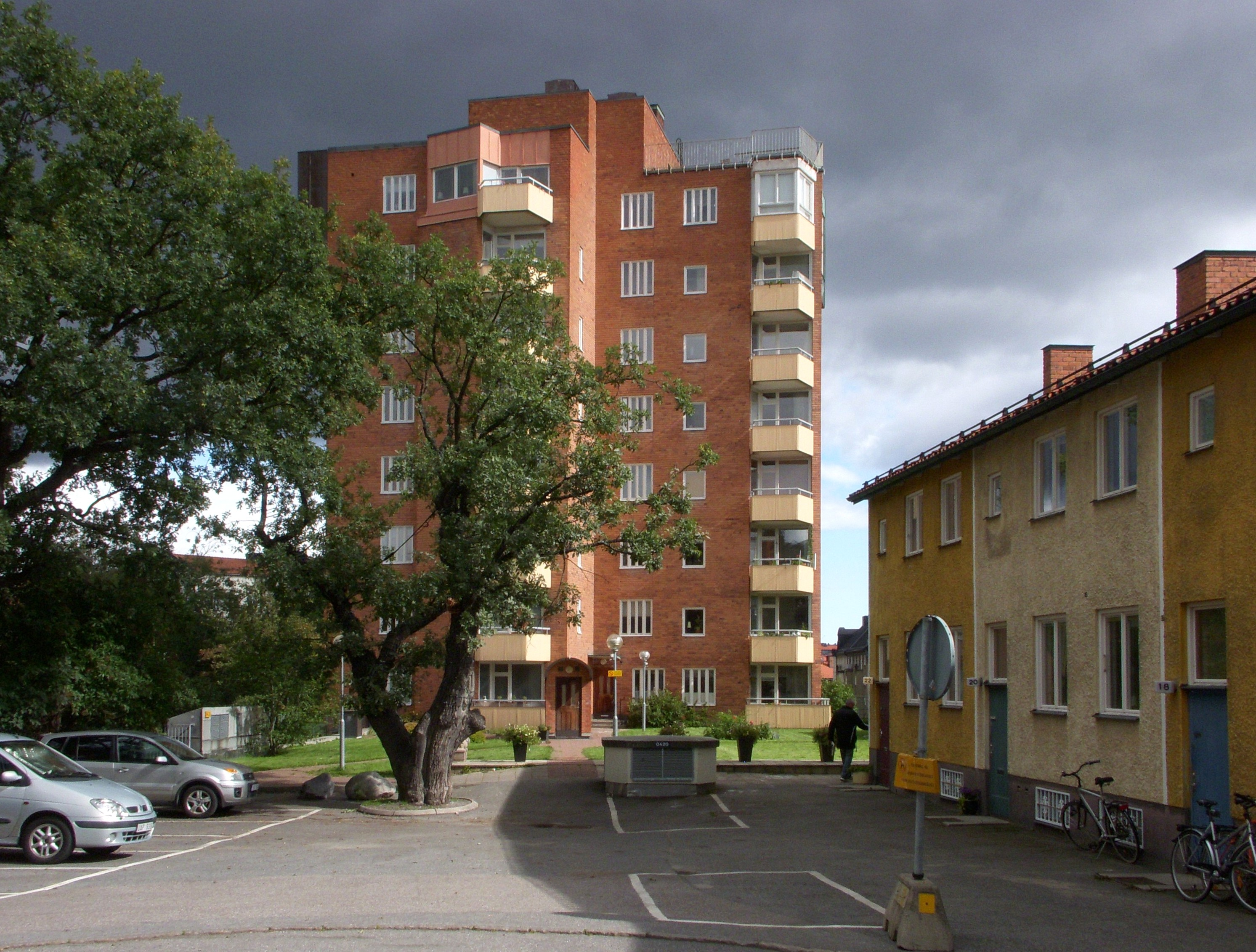
Radhuslängan högst upp med Galjonshuset i bakgrunden
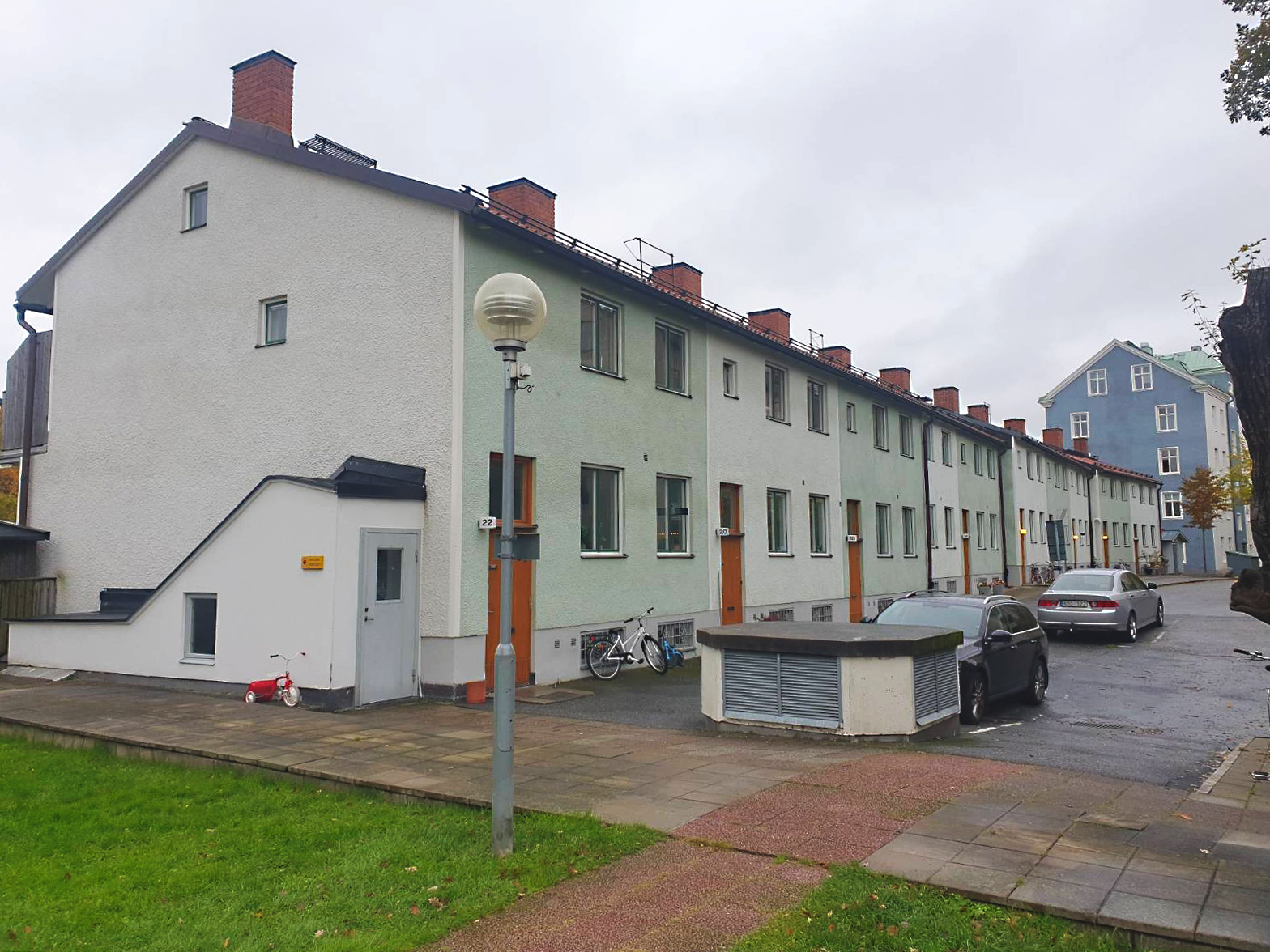
Radhuslängan högst upp.